# カーキネス海峡

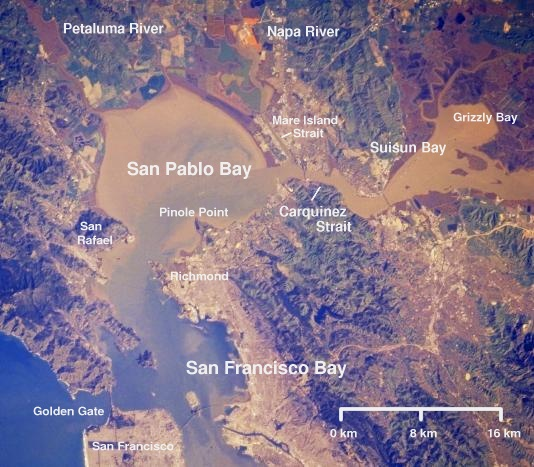
海峡周辺の衛星写真

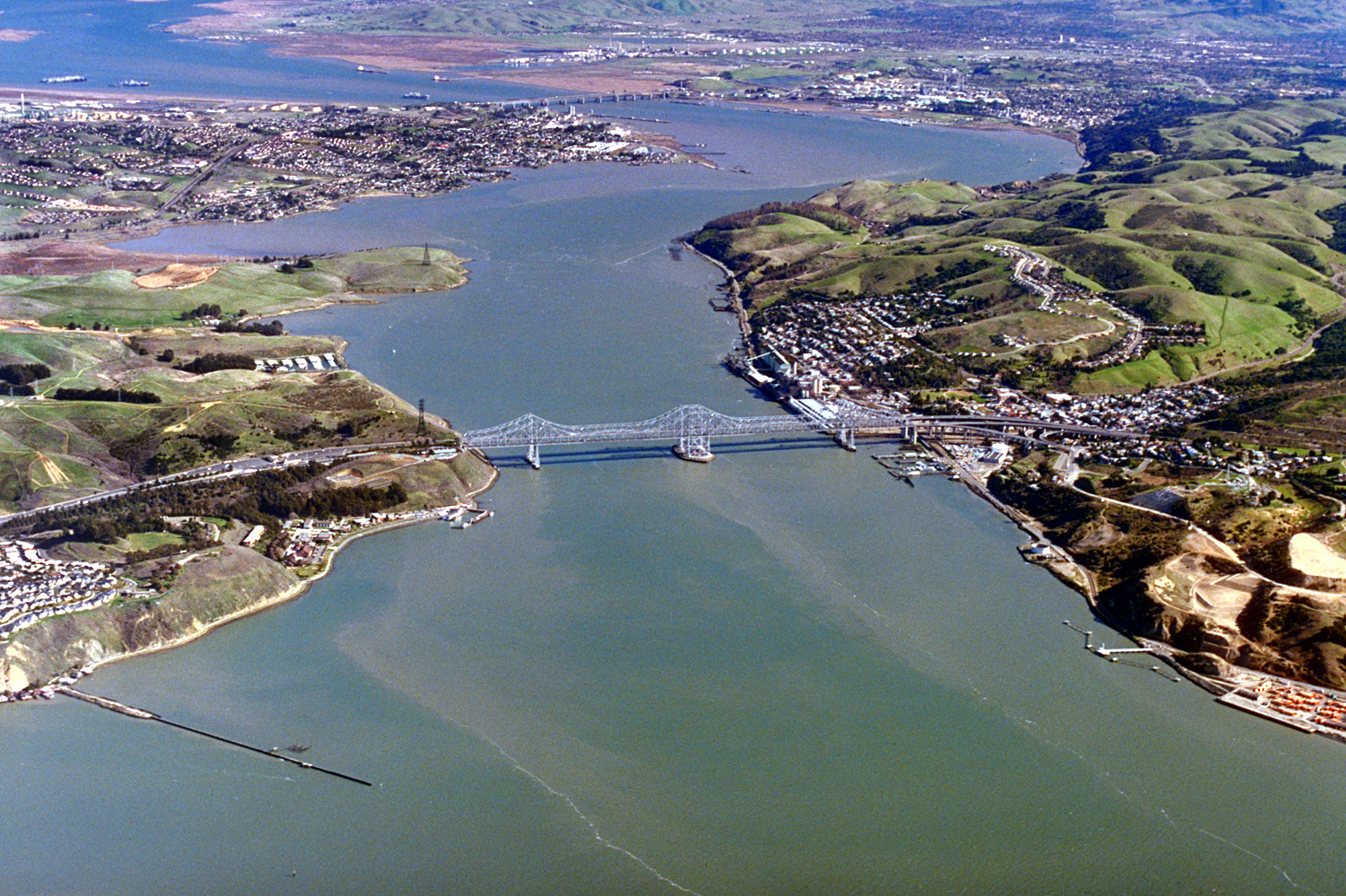
西から見たカーキネス海峡。手前がカーキネス橋、奥がベニーシャ・マーティネズ橋。

カーキネス海峡（Carquinez Strait）は、アメリカ合衆国のカリフォルニア州にある海峡。サンフランシスコ湾の北側のサンパブロ湾とサクラメント川、サンワーキン川が注いでいるサスーン湾とをつなぐ。
カーキネス海峡は北のソラノ郡と南のコントラコスタ郡の境界となっており、オークランドから北に30キロメートルほどである。海峡北側にはベニーシャ、ヴァレーホ、南側にはマーティネズ、ポートコスタ、クロケットがある。サンパブロ湾側の出口付近でナパ川がメアアイランド海峡経由で合流している。2013年にサンフランシスコ湾の一部としてサスーン湾と共にラムサール条約登録地となった。
カリフォルニア海事大学が海峡の西端の北側にある。
海峡には二つのハイウェイの橋、カーキネス橋とベニーシャ・マーティネズ橋が架かっている。また、ベニーシャ・マーティネズ橋のすぐ東にはキャピトル・コリドー、カリフォルニア・ゼファー、コースト・スターライトが使用する鉄道橋がある。
海峡は航行可能であり、サクラメント港やストックトン港への航路となっている。